# دهستان درونه
دهستان درونه دهستانی از توابع بخش انابد شهرستان بردسکن در استان خراسان رضوی ایران است، براساس سرشماری سال ۱۳۹۵جمعیت آن ۳٬۷۸۲ نفر (۱٬۱۲۷ خانوار) بوده است.

## روستاها
- اسماعیل‌آباد
- باقریه
- بالاجو
- چاه تلخ ملامحمد
- چاه مجنگ
- چشمه سفید
- چشمه حاجی‌سلیمان
- چشمه معدن‌سیاه
- چشمه نی
- چشمه هادی
- حسین‌آبادمهلار سفلی
- حسین‌آبادمهلار علیا
- درونه
- دهن‌قلعه
- رسن
- ریزآب
- سرنخواب سفلی
- سنگ‌سفید
- سیناب
- شلاقه
- صالحیه
- علی‌پلنگ
- قاسم‌آباد
- کلاته‌برق علیا
- کلاته گزبلکی
- کلاته نجف
- محمدآباد
- محمدزورآب